# Lansky Brothers
 (avril 2019).
Si vous disposez d'ouvrages ou d'articles de référence ou si vous connaissez des sites web de qualité traitant du thème abordé ici, merci de compléter l'article en donnant les références utiles à sa vérifiabilité et en les liant à la section « Notes et références ».
Lansky Brothers (plus connu sous le nom de Lansky) est un tailleur de Beale Street, Memphis, dans le Tennessee. Lansky a habillé des musiciens tels que Roy Orbison, Isaac Hayes et Elvis Presley.
Lansky fut dirigé par Bernard Lansky jusqu'à sa mort en 2012.